# Liste der Monuments historiques in Mauperthuis
Die Liste der Monuments historiques in Mauperthuis führt die Monuments historiques in der französischen Gemeinde Mauperthuis auf.

## Liste der Bauwerke
| Bezeichnung         | Beschreibung | Standort                       | Kennzeichnung | Schutzstatus   | Datum     | Bild           |
| ------------------- | ------------ | ------------------------------ | ------------- | -------------- | --------- | -------------- |
| Schloss Montesquiou |              | Rue de Montesquiou (Lage)      | PA00087352    | Inscrit Classé | 1990 1991 |                |
| Taubenturm          | Erbaut 1763  | 7, place de la Fontaine (Lage) | PA00087082    | Inscrit        | 1983      |                |
| Kirche St-Pierre    |              | (Lage)                         | PA00087084    | Inscrit        | 1983 1996 | weitere Bilder |
| Brunnen             |              | Place de la Fontaine (Lage)    | PA00087085    | Inscrit        | 1969      | weitere Bilder |
| Mühle Mistou        |              | Rue de Montesquiou (Lage)      | PA00087083    | Classé Inscrit | 1988 1989 |                |

## Liste der Objekte
Zum Verständnis siehe: Kirchenausstattung
- Monuments historiques (Objekte) in Mauperthuis in der Base Palissy des französischen Kultusministeriums